# Wolfgang H. Schrader
Wolfgang H. Schrader (* 5. November 1942 in Berlin; † 17. November 2000)  war ein deutscher Philosoph. Schrader war Präsident der Internationalen Johann-Gottlieb-Fichte-Gesellschaft von 1991 bis 1997.

## Leben
Wolfgang Schrader studierte Philosophie, Theologie und Geschichte an der Humboldt-Universität zu Berlin und der Ruprecht-Karls-Universität Heidelberg. 1970 wurde er mit dem Thema „Empirisches und absolutes Ich. Zur Geschichte des Begriffs Leben in der Philosophie Johann Gottlieb Fichtes“ an der Universität Heidelberg promoviert. Die Dissertationsschrift zu einem zentralen Begriff der Fichteschen Philosophie wurde für die Forschung ein wegweisendes Werk.
1982 habilitierte sich Schrader an der Ludwig-Maximilians-Universität München mit einer Arbeit zum Thema "Ethik und Anthropologie in der englischen Aufklärung. Studien zum Wandel der moral-sense-Theorie von Shaftesbury bis Hume." Auch diese Arbeit wurde in Fachkreisen mit großer Anerkennung aufgenommen. 1985 wurde Schrader als Ordinarius auf den Lehrstuhl für Philosophie an die Universität Siegen berufen.
Schrader hat das Hauptgebiet seines Forschens und Lehrens, die praktische Philosophie, in zahlreichen Publikationen dargelegt. Insbesondere hat er sich mit der Philosophie des 17. und 18. Jahrhunderts und der Philosophie des deutschen Idealismus auseinandergesetzt. Besondere Beachtung fand die von Wolfgang Schrader gemeinsam mit Kurt Hiller geleitete Ausgabe der Briefe Carl Leonhard Reinholds ("Carl Leonhard Reinhold – Korrespondenzausgabe"), unterstützt von der Deutschen Forschungsgemeinschaft.
Prof. Schrader war sehr engagiert, die internationalen Kontakte der Siegener Universität nach Polen (Universität Lodz und der Polnischen Akademie der Wissenschaften in Warschau), Südkorea und Spanien auszubauen.
Schrader war Gründungsmitglied der Internationalen Fichte-Gesellschaft und deren Präsident von 1991 bis 1997. Zusammen mit Klaus Hammacher und Richard Schottky war er Herausgeber der Fichte-Studien. Mit Hammacher sowie Helmut Girndt und Wolfgang Janke war er Herausgeber der Fichte-Studien Supplementa.

## Werke
- Fichte-Studien. zusammen mit: K. Hammacher, Aachen.
- Fichte-Studien Supplementa. zusammen mit: K. Hammacher, Aachen; W. Janke, Wuppertal; H. Girndt, Duisburg.
- Erfahrung und Spekulation. zusammen mit: W.G. Jacobs, München; G. Orsi, Neapel; O. Pöggeler, Bochum.
- Europaea Memoria. zusammen mit: J. École, Nizza, R. Theis, Luxemburg; J.C. Goddard, Paris.
- Empirisches und absolutes Ich, Zur Geschichte des Begriffs Leben in der Philosophie J. G. Fichtes. 1972, Frommann-Holzboog-Verlag ISBN 3-7728-0350-4.